# Ліновець (Куявсько-Поморське воєводство)
Ліновець (пол. Linowiec, нім. Linowitz) — село в Польщі, у гміні Лісево Хелмінського повіту Куявсько-Поморського воєводства.
Населення — 191 особа (2011).
У 1975-1998 роках село належало до Торунського воєводства.

## Демографія
Демографічна структура станом на 31 березня 2011 року:
|          | Загалом | Допрацездатний вік | Працездатний вік | Постпрацездатний вік |
| -------- | ------- | ------------------ | ---------------- | -------------------- |
| Чоловіки | 93      | 23                 | 58               | 12                   |
| Жінки    | 98      | 20                 | 59               | 19                   |
| Разом    | 191     | 43                 | 117              | 31                   |